# Culinária da Geórgia

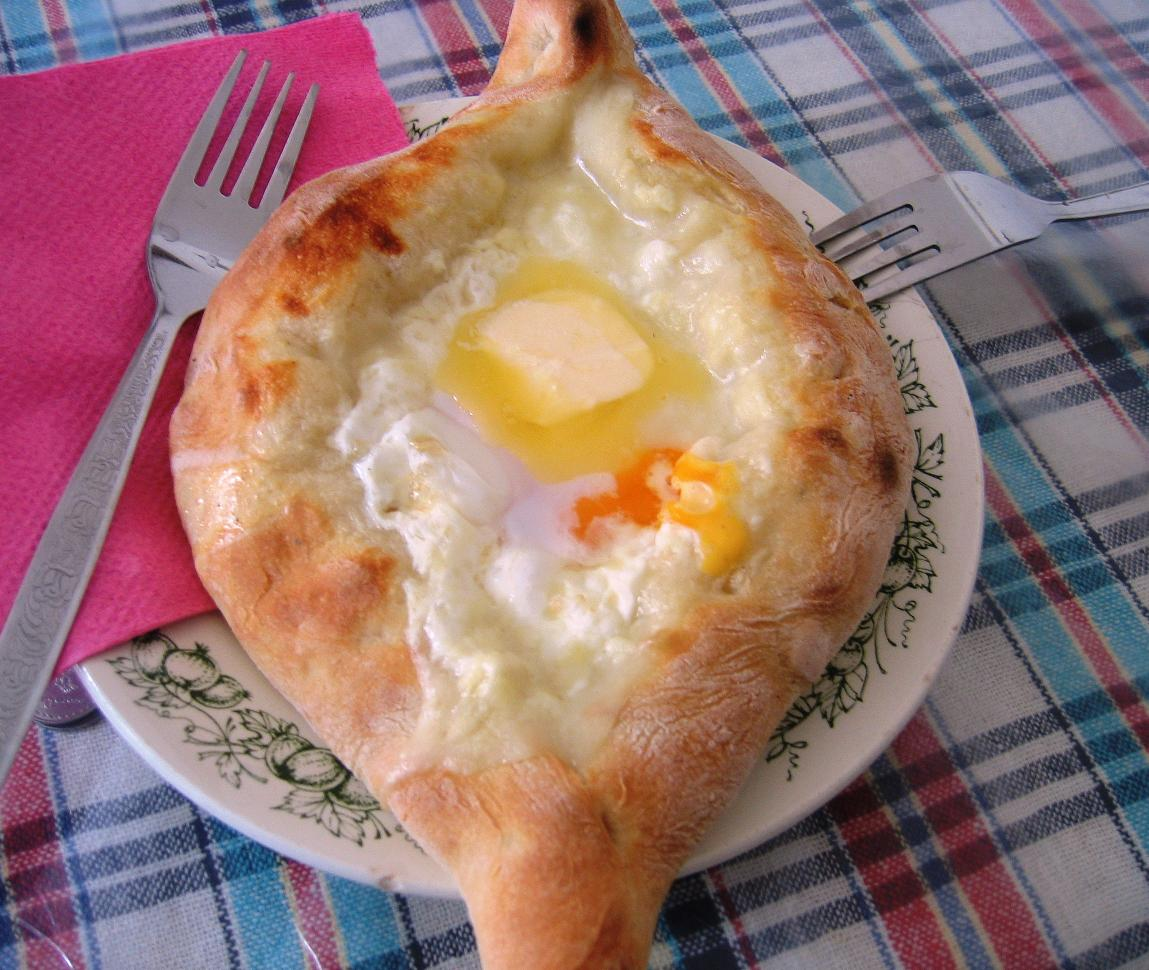
”Ajaruli” ou khachapuri de Adjara

Uma lenda da Geórgia diz que, quando Deus estava a criar o mundo, fez uma pausa para comer e tropeçou nas montanhas do Cáucaso, deixando cair parte da comida, tornando esta terra abençoada pelos restos da comida celestial. 
A culinária da Geórgia usa uma grande variedade de carnes, peixe e vegetais, mas o que a faz especial são ingredientes como as nozes, ervas aromáticas, malagueta, sementes de romã, vários tipos de queijos e picles. Um condimento ou molho tradicional é o tkemali, feito com ameixas ácidas. Mas, para além da comida, a Geórgia é famosa pelos seus vinhos e conhaques.

A primeira coisa que se oferece a um convidado na Geórgia é khachapuri, um pastel recheado com um queijo ligeiramente salgado. Depois, vem o lobio, uma preparação com feijão fresco, tirado da vagem, que é um prato sempre presente na mesa georgiana. Num jantar de amigos, cada pessoa tem um pequeno prato no qual vai comendo as diferentes iguarias que estão sempre presentes; e a festa dura sempre muito tempo, com muitas “saúdes” e canções. 
O pão está sempre presente na mesa e o mais tradicional é o "shotis puri", em forma de meia-lua e assado num forno vertical, o tonê (equivalente ao tandur).

## Pratos tradicionais da Geórgia
Algumas iguarias típicas: 
- Tsotskhali (pequenos peixes do rio, cozinhados ainda vivos) [1]
- Iori (um tipo de presunto)
- Muzhuzhi (petisco frio de carne de porco temperado com vinagre)
- Sulguni (queijo frito em manteiga com beringela em picles e tomate verde recheados com pasta de nozes e temperadas com vinagre, romã e ervas aromáticas)
- Mchadi (panquecas de farinha de milho assadas em panela de barro, ou “ketsi”)
- Kharcho (sopa de carne)
- Chizhi-pizhi (fígado e baço fritos em manteiga e ovos batidos)
- Tabaka (galinha com o molho de nozes)
- Espetada de esturjão com molho
- Chakhokhbili (galinha num molho picante)
- Chakapuli (prato típico da Caquécia, feito de borrego com um molho ácido de “damson”, ervas e cebola)
- Kupati (pequenas salsichas de carne de porco, vaca e carneiro temperadas com malagueta e “barberries”)
- Khashi (uma sopa feita com ossos, tripas, odre e pedaços da cabeça de vaca, temperada com muito alho)
- Khinkali (pasteis cozidos, recheados de carne, queijo ou cogumelos)
- Mtsvadi ou mcvadi (a shashlik típica da Geórgia, feita com carne de ibex pelos pastores ou caçadores, ou com porco ou borrego nas cidades)

Outras iguarias, de outra fonte: 
- Ajapsandali (uma espécie de ratatouille, feita em grandes quantidades no outono, para ser aquecida e servida no inverno)
- Badrijani (beringela recheada com uma pasta de nozes
- Satsivi (um prato frio de peru com molho de nozes)
- Churchkhela (o doce “nacional” da Geórgia, com sumo de uva, nozes e farinha, transformados em “colares”, que depois se deixam secar)
- Tarte de arroz e estragão em massa folhada

## Vinhos da Geórgia

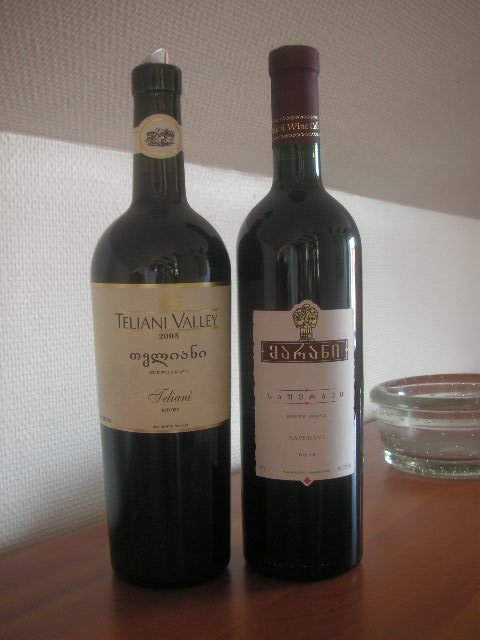
Vinho da Geórgia

- Mukhuzani
- Tetra
- Tsinandali
- Teliani
- Ojaleshi (espumante)
- Manavi
- Kindzmarauli
- Khvanchkara
- Gurjaani
- Tibaani